# Claire Waldoff
Claire Waldoff, de son vrai nom Clara Wortmann, née le 21 octobre 1884 à Gelsenkirchen et morte le 22 janvier 1957 à Bad Reichenhall, est une chanteuse allemande. C'est une célèbre chanteuse de cabaret du Berlin des années 1910 à 1930 connue pour ses chansons ironiques en dialecte berlinois, avec des sous-entendus et des thèmes lesbiens.

## Biographie

### Jeunesse
Née le 21 octobre 1884 à Gelsenkirchen dans une famille de 16 enfants, Clara Wortmann est la fille du mineur et plus tard aubergiste Wilhelm Wortmann marié à Clementine Hiltropp.
En 1896, à l'âge de 14 ans, elle s'inscrit à l'un des premiers lycées pour filles de l'Empire allemand à Hanovre, fondé par la militante des droits des femmes Helene Lange. À Hanove, elle vit avec les parents de l'acteur Theo Lingen,.
Alors désireuse de devenir médecin, elle envisage d'obtenir son diplôme d'études secondaires pour entamer des études de médecine. Cependant, des contraintes financières l'empêchent de réaliser ce rêve. Après avoir abandonné ses études secondaires à Hanovre, elle se tourne vers le théâtre. Elle décide alors de poursuivre une carrière d'actrice, adoptant le nom de scène de Claire Waldoff, sous lequel elle bâtit sa notoriété.

### Carrière
Dès 1903, Claire Waldoff obtient ses premiers engagements (de) en tant qu'actrice à Bad Pyrmont et à Katowice en Haute-Silésie,.
En 1906, elle s'installe à Berlin, où sa carrière débute grâce à l'intervention d'un ancien camarade de classe. Celui-ci lui permet d'obtenir quelques petits rôles sur la scène du théâtre Figaro, situé sur le Kurfürstendamm dans le quartier de Charlottenburg.
Claire Waldoff fait ses débuts à Berlin le 15 février 1907, dans la pièce Herr Kammerdiener Kneetschke. Rapidement, elle se tourne vers le cabaret, obtenant un engagement au Roland von Berlin, situé sur la Potsdamer Straße. Ce cabaret, l’un des plus renommés de Berlin avec le Chat noir fondé en 1908, marque un tournant décisif dans sa carrière. Grâce à sa capacité à adopter rapidement le dialecte berlinois lors de ses tournées dans les pubs, ainsi qu'à ses chansons accrocheuses portées par une voix singulière, elle devient une figure populaire dans tous les cercles berlinois.
Entre 1908 et 1910, Claire Waldoff se produit dans plusieurs cabarets emblématiques de Berlin, notamment le Chat noir et le Linden-Cabaret. À partir de 1910, elle commence également à enregistrer ses chansons, ce qui contribue à accroître sa notoriété au-delà de Berlin.
Pendant la Première Guerre mondiale, la fermeture de nombreux cabarets la pousse à rejoindre le Théâtre Nollendorf en 1914-1915 dans l'opérette de guerre Immer feste druff de Walter Kollo. Ses disques connaissent une popularité immense parmi les soldats, qui lui écrivent souvent depuis le front. En 1916, elle se produit au Théâtre Apollo de Königsberg (devenue Kaliningrad).
Après la guerre, elle reprend ses spectacles de cabaret, notamment au Linden-Cabaret, et entame une période de succès croissant. À partir de 1924, elle obtient des engagements dans des spectacles de décors, entre autres chez Erik Charell. Cette période marque l’apogée de sa carrière. Elle se produit sur des scènes prestigieuses comme la Scala, le Wintergarten et le Kadeko.
En 1936, Joseph Goebbels, ministre de la Propagande, interdit à Claire Waldoff de se produire à la Scala de Berlin. Ses apparitions sur scène deviennent de plus en plus rares. À Berlin, elle ne se produit plus que dans des salles comme le Wintergarten et le Kadeko, loin de la grandeur de ses débuts.
Claire Waldoff vit en couple avec Olga von Roeder (1886-1963), de son surnom « Olly » , jusqu'à sa mort. À la fin des années 1930, elle quitte Berlin et s'installe avec Olly dans un chalet près de Bad Reichenhall. La Seconde Guerre mondiale la laisse ruinée et isolée, et après la guerre, sa musique, jugée dépassée, ne trouve plus sa place face aux nouveaux standards américains.
Après la Seconde Guerre mondiale, elle se produit dans plusieurs villes de l'Allemagne de l'Ouest et fait sa dernière apparition à Berlin en 1950, au Palais Titania sur la Schloßstrasse à Steglitz. En 1953, elle publie son autobiographie Weeste noch…?,.
Appauvrie et marquée par les épreuves, Claire Waldoff passe ses dernières années à Bad Reichenhall avec Olly Von Roeder, où elle meurt en 1957. Elles reposent aujourd'hui ensemble dans un cimetière de Stuttgart.

## Répertoire

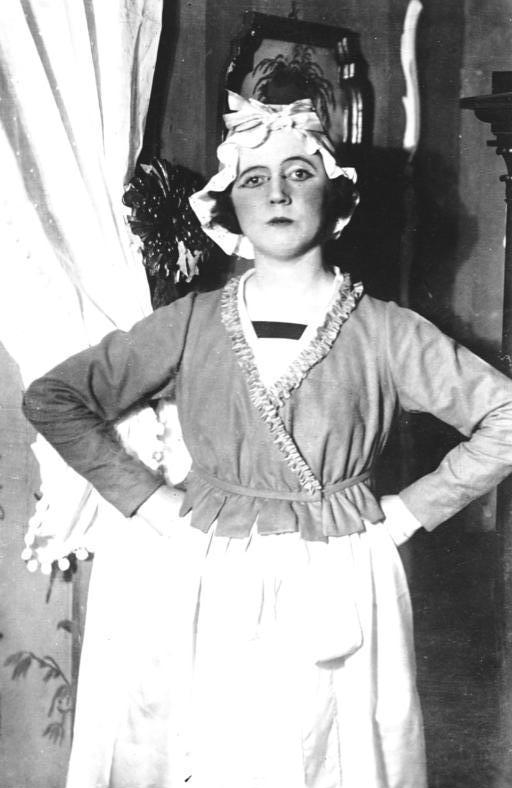
Claire Waldoff dans Drei alte Schachteln (Trois vieilles boîtes)

Elle est considérée comme une chanteuse folk.
Claire Waldoff s'est distinguée par un répertoire profondément ancré dans la vie quotidienne des gens ordinaires, qu'elle abordait avec un point de vue féminin singulier. Ses chansons évoquaient des cuisiniers, des bonnes, des vendeuses, tout en explorant des thèmes universels comme l'amour, le désir et la rébellion. Refusant la coquetterie typique des chansonnettes de l'époque, Waldoff adoptait un style audacieux et original. Elle interprétait ses morceaux avec une énergie brute, alternant chants, hurlements et rugissements, tout en oscillant entre terre-à-terre et anarchique. Waldoff y insufflait un souffle unique grâce à son interprétation, offrant une critique sociale subtile et une voix singulière aux réalités du quotidien.
Waldoff collabora avec environ 15 compositeurs et 25 auteurs-compositeurs, parmi lesquels Walter et Willi Kollo, Rudolf Nelson, Claus Clauberg (de), Eduard Künneke, Hans May, Harry Senger, Friedrich Hollaender et Kurt Tucholsky. Elle a interprété des chansons écrites par Claus Clauberg (de) qui lui a dédié plus de 90 chansons.
Elle connut un grand succès avec des titres comme « Hermann heescht er » de Ludwig Mendelssohn, devenu son morceau emblématique, ainsi que Warum soll er nicht mit ihr (Pourquoi ne devrait-il pas la fréquenter ? ), Wegen Emil seine unanständige Lust (A cause d'Emil son désir indécent), Wenn der Bräutigam mit der Braut so mang die Wälder jeht (Quand les fiancés vont si loin dans les bois) et Wer schmeißt denn da mit Lehm?.
Son talent lui permettait de passer habilement d'un genre à l'autre, incarnant tour à tour des perspectives masculines et féminines. La chanson Hannelore illustre particulièrement ce jeu avec les identités et le brouillage des frontières entre les sexes : elle y raconte l’histoire d’Hannelore, qui entretient des relations avec des hommes et des femmes, sans que personne sache réellement son sexe.

## Engagements
Claire Waldoff a également marqué son époque par son engagement politique et social.

### Refus des conventions
Claire Waldoff a refusé de se conformer aux stéréotypes féminins de son époque, brisant les clichés de la femme fatale ou de la femme fragile. Dans sa chanson Nach meine Beene ist jaz Berlin mad, reprise plus tard par Marlene Dietrich, cette distinction est flagrante. Alors que Dietrich en faisait un numéro érotique, Waldoff interprétait le morceau avec ironie, exposant le mythe de la vamp dévoreuse d’hommes comme un pur fantasme masculin, en contraste avec son attitude sobre et terre-à-terre.
Sa carrière a également été marquée par des confrontations fréquentes avec la censure. Plusieurs de ses chansons ont été jugées provocantes pour la moralité publique, l’obligeant parfois à se défendre devant les tribunaux. Malgré cela, elle demeurait fidèle à ses principes et vivait ouvertement sa relation amoureuse avec Olly von Roeder, un acte de courage à une époque où les relations lesbiennes étaient étroitement surveillées, même sous la législation impériale qui débattait encore du paragraphe 175.

Son répertoire reflétait aussi un engagement féministe notable. Par exemple, dans un classique de 1926, elle lançait un appel politique clair : 
« Fini les hommes du Reichstag, / et les hommes du parlement du Land, / et dehors les hommes du Reichstag. avec les hommes du manoir, / On va en faire un refuge pour femmes ! »

### Résistance
En 1932, en pleine crise économique mondiale, Waldoff s’engage activement en politique sociale. Elle participe notamment à une manifestation au Sportpalast de Berlin dans le cadre de la campagne « Contre la réaction culturelle », organisée par le Secours rouge communiste.
Malgré son courage légendaire, l’arrivée des nazis au pouvoir en 1933 mit fin à son optimisme. Peu après l'instauration du régime national-socialiste, Claire Waldoff fut officiellement déclarée « indésirable » en 1933,. Interdite de scène, puis autorisée de nouveau sous pression populaire, Waldoff demeura sous étroite surveillance. Fidèle à ses principes, elle tenta de s’adapter, allant jusqu’à germaniser les noms de ses compositeurs juifs pour échapper à la censure. Cependant, sa position en tant que féministe et lesbienne en faisait une cible fréquente des chemises brunes, qui voyaient en elle une menace pour leur idéologie.

## Réception
Dès ses débuts sur scène, Claire Waldoff a suscité des réactions diverses, oscillant entre l’enthousiasme populaire et des critiques parfois sévères. Son style unique et son audace artistique ont fait d'elle une figure emblématique des cabarets berlinois, marquant l’identité culturelle de la République de Weimar.
Dès ses débuts au cabaret « Roland von Berlin », sa première prestation a suscité des débats. Waldoff, qui avait prévu de réciter des textes et des chansons folkloriques de Paul Scheerbart en costume masculin, a dû modifier son programme en raison des critiques de la direction concernant son apparence androgyne et son répertoire perçu comme « anti-militariste ». Grâce à l’intervention de Walter Kollo, qui a mis en musique le texte de Hermann Frey pour la chanson Das Schmackeduzchen, elle a remporté un succès immédiat.

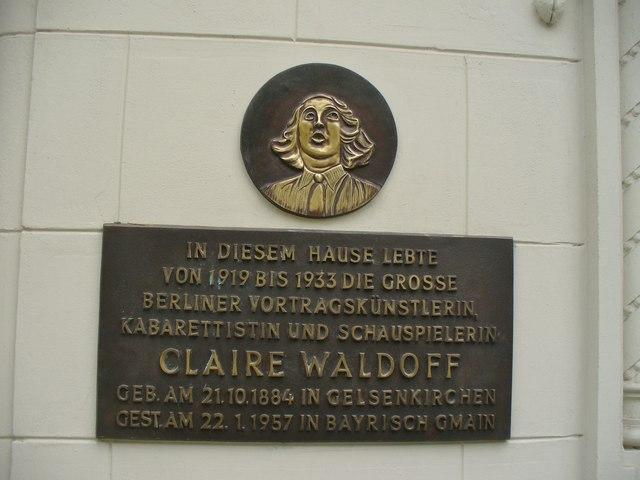
Plaque commémorative

## Postérité
Elle est présente au Walk of Fame of Cabaret.
La Claire-Waldoff-Straße fait honneur à la chanteuse dans l'arrondissement de Mitte.
Depuis 1989, une plaque commémorative rend hommage à l'artiste sur un bâtiment situé à l'angle de l'Ansbacher Straße et de la Regensburger Straße à Schöneberg, où elle a résidé de 1919 à 1933.

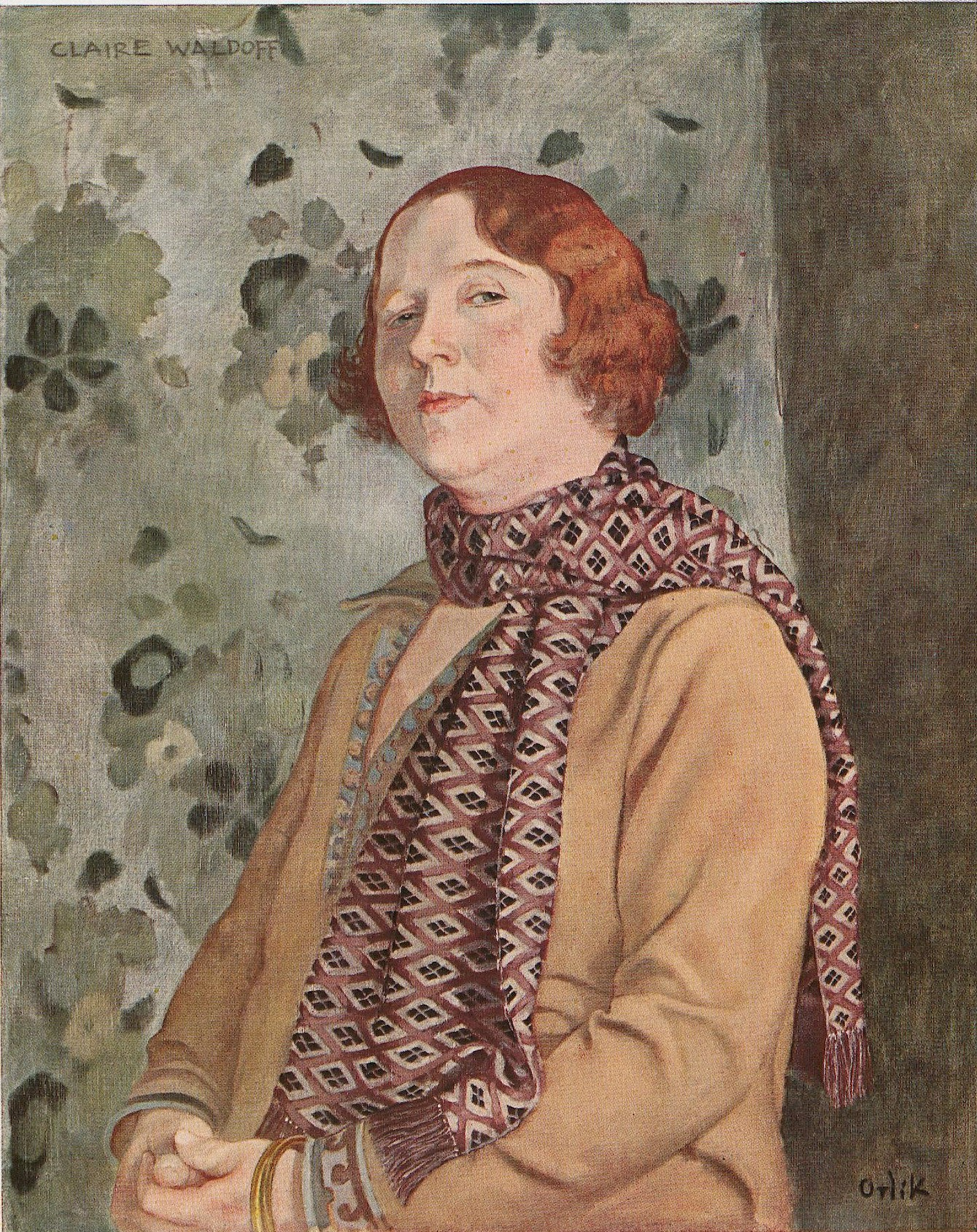
Portrait de Claire Waldof par Emil Orlik

### Œuvres d'art
- Claire Waldoff, portrait buste (bronze) de Paul Bronisch, 1952 conservé au Musée de la ville de Berlin

- Des peintres comme Emil Orlik et Walter Trier ont réalisé des portraits de Claire Waldoff[3].

### Reprises
- Mit Claire Waldoff-Programmen traten u. a. auf Astrid Bless (de) und Karin Eickelbaum.
- Angèle Durand : Lieder der Claire Waldoff, Schallplatte, 1980.
- Maegie Koreen (de) : Dann wackelt die Wand: Eine Hommage an Claire Waldoff, CD, 2004.